# Ballomarius rubens
Ballomarius rubens är en insektsart som beskrevs av Synave 1963. Ballomarius rubens ingår i släktet Ballomarius och familjen vedstritar. Inga underarter finns listade i Catalogue of Life.